# 大久保彰
大久保 彰（おおくぼ あきら）は、日本の漫画家。

## 略歴
- 2019年、『週刊少年ジャンプ』にて『サムライ8 八丸伝』を連載開始[1] 。岸本斉史が原作を務め、大久保は作画を担当[1]。

## 作品リスト

### 連載
- サムライ8 八丸伝（原作：岸本斉史、『週刊少年ジャンプ』2019年24号[1] - 2020年17号[2]）

### 読み切り
- トトの剣（『赤マルジャンプ』2005 WINTER）
- 魔法使いムク（『週刊少年ジャンプ』2005年40号）